# Robert T. Cargo
Robert Thomas Cargo (* 20. November 1933 in Hanceville, Cullman County, Alabama; † 23. Dezember 2012 in Paoli) war ein US-amerikanischer Romanist und Kunstsammler.

## Leben
Cargo studierte in Birmingham, Alabama und in Tuscaloosa. Von 1956 bis 1958 unterrichtete er am Snead State Community College in Boaz, Alabama. Die Jahre 1959 und 1960 verbrachte er als Fulbrightstipendiat in Frankreich. Er promovierte 1965 bei Alfred Garvin Engstrom an der University of North Carolina at Chapel Hill mit der Arbeit Baudelaire criticism 1950-1965. A critical bibliography (Chapel Hill 1968) und lehrte von 1965 bis 1990 Französisch an der University of Alabama in Tuscaloosa.
Cargo führte von 1984 bis 2004 die Robert Cargo Folk Art Gallery in Tuscaloosa (seitdem in Paoli (Pennsylvania)). Seine bedeutende Sammlung von Quilts (Patchwork-Decken) vermachte er dem International Quilt Study Center in Lincoln (Nebraska) und dem Birmingham Museum of Art in Birmingham, Alabama.

## Werke
- (Übersetzer) Pierre Emmanuel, Baudelaire. The paradox of redemptive Satanism, Tuscaloosa 1970 (frz. Original: Baudelaire devant Dieu, Paris 1967)
- A concordance to Baudelaire's "Petits poèmes en prose" with complete text of the poems, Alabama 1971
- (Hrsg. mit Emanuel J. Mickel, jr) Studies in honor of Alfred G. Engstrom, Chapel Hill 1972
- A concordance to Baudelaire's "Petits poèmes en prose" with complete text of the poems, Westport 1975